# Ensitellops pilsbryi
Ensitellops pilsbryi är en musselart som först beskrevs av Dall 1899.  Ensitellops pilsbryi ingår i släktet Ensitellops och familjen Sportellidae. Inga underarter finns listade i Catalogue of Life.